# 呂二十六型潜水艦
呂二十六型潜水艦（ろにじゅうろくがたせんすいかん）は、大日本帝国海軍の潜水艦の艦級。海中4型（かいちゅうよんがた）とも。同型艦3隻。戦歴無し。

## 概要
本型は海中3型を発展させたものである。それまでの海中型の運用実績から凌波性等の不足が明らかになり、乾舷と予備浮力増大のため、船体が大型化された。兵装では舷側魚雷発射管が廃止され、艦首発射管4門のみとなった。魚雷は53cm魚雷を搭載する。
1918年（大正7年）度の八六艦隊案により全部で3隻が建造され、1923年（大正12年）から翌年にかけて竣工した。特に戦果、戦歴等はない。3艦とも1940年（昭和15年）に除籍され、その後は海軍潜水学校に係留されたまま訓練に使用された。呂27は終戦時沈没状態だったという。3隻とも戦後に解体された。

## 同型艦
1924年（大正13年）11月1日に「呂号第～潜水艦」と改名。

### 呂26
- 呂号第二十六潜水艦 ←第四十五潜水艦から改名
  - 1923年（大正12年）1月25日竣工（佐世保海軍工廠）。1940年（昭和15年）4月1日除籍。

### 呂27
- 呂号第二十七潜水艦 ←第五十八潜水艦から改名
  - 1924年（大正13年）7月13日竣工（横須賀海軍工廠）。1940年（昭和15年）4月1日除籍。

### 呂28
- 呂号第二十八潜水艦 ←第六十二潜水艦から改名
  - 1923年（大正12年）11月30日竣工（佐世保海軍工廠）。1940年（昭和15年）4月1日除籍。